# Горлов Йосип Гордійович
Йосип Гордійович Горлов (14 листопада 1898, село Черкаські Тишки, тепер Харківського району Харківської області — 1952?) — український радянський діяч, голова Сумського і Одеського облвиконкомів. Депутат Верховної Ради СРСР 1-го скликання з 1941 року.

## Біографія
Народився в родині залізничника-стрілочника. Трудову діяльність розпочав у дванадцятирічному віці. Працював покрівельником-малярем у місті Харкові.
На початку 1917 року був призваний у російську армію. Прослужив рядовим до кінця 1917 року, потім повернувся до Харкова.
У 1919—1922 роках — у Червоній армії. Брав участь у боях проти українських військ УНР та польських військ.
У 1923—1930 роках — керівник районної та окружної організації профспілки сільськогосподарських робітників «Всеробітземліс».
Член ВКП(б) з 1927 року.
У 1930—1933 роках — директор радгоспу.
У 1933—1936 роках — студент Комуністичного університету імені Артема у місті Харкові.
У 1936 — січні 1939 року — 1-й секретар Вільховатського районного комітету КП(б)У Харківської області.
У січні 1939 — січні 1940 року — голова Організаційного комітету Президії Верховної Ради Української РСР по Сумській області.
У січні 1940 — 1941 року — голова виконавчого комітету Сумської обласної ради депутатів трудящих.
З 1941 року — в Червоній армії, учасник німецько-радянської війни. Служив уповноваженим оперативної групи Військової ради Воронезького фронту, уповноваженим Військової ради 44-ї армії.
У 1943 — червні 1944 року — голова виконавчого комітету Сумської обласної ради депутатів трудящих.
У червні 1944 — квітні (оф. червні) 1946 року — голова виконавчого комітету Одеської обласної ради депутатів трудящих.
У 1946—1950 роках — директор Сталінського обласного тресту зернових радгоспів.

## Нагороди
- орден Трудового Червоного Прапора (7.02.1939)
- орден Червоної Зірки (26.08.1943)
- ордени
- медалі